# Chinchilla de Monte Aragón
Chinchilla de Monte Aragón är en ort i Spanien.   Den ligger i provinsen Provincia de Albacete och regionen Kastilien-La Mancha, i den centrala delen av landet, 240 km sydost om huvudstaden Madrid. Chinchilla de Monte Aragón ligger 889 meter över havet och antalet invånare är 3 355.
Terrängen runt Chinchilla de Monte Aragón är huvudsakligen lite kuperad. Chinchilla de Monte Aragón ligger uppe på en höjd. Runt Chinchilla de Monte Aragón är det mycket glesbefolkat, med 4 invånare per kvadratkilometer. Närmaste större samhälle är Albacete, 14,3 km nordväst om Chinchilla de Monte Aragón. Trakten runt Chinchilla de Monte Aragón består till största delen av jordbruksmark.